# West Hythe
West Hythe est un hameau proche de Hythe dans le district de Folkestone and Hythe dans le Kent. La ruine de l'ancienne église paroissiale de St Mary ainsi que la location de l'ancien village se trouvent au pied de l'escarpement au nord du Canal royal militaire, mais l'habitat moderne se situe principalement dans la plaine au sud du canal militaire royal, et immédiatement au nord et au nord-ouest de Palmarsh.
L'ancienne église, qui a été incendiée en 1620, est classée monument de Grade II. Il est possible qu'elle ait été fondée comme minster.